# 天使のわけまえ/ピーク果てしなく ソウル限りなく
「天使のわけまえ／ピーク果てしなく ソウル限りなく」（てんしのわけまえ／ピークはてしなく ソウルかぎりなく）は、日本のロックバンド、GLAYの2004年5月19日に発売された30作目のシングル。

## 解説
- 5月19日発売の通常盤の他に、5月25日に地方盤8種類を発売[1]。5月25日はGLAYのデビュー10周年の記念の日に当たる。
- 3曲目、4曲目は、通常盤、限定盤ともに8枚目のアルバム『THE FRUSTRATED』のX-RATED TOURのライブ音源を2曲ずつ収録。全て揃えると、『THE FRUSTRATED』の楽曲を全て＋このシングルのA面曲を網羅した（楽曲の被りもあるが）1つのライブアルバムが完成する。
- タイトルに「地方盤」と付いているが、全国のCDショップで購入可能。
- 全9タイプそれぞれにステッカーが封入。通常盤は地方盤のジャケットに使われた写真。また、地方盤の初回生産限定盤には各ライブ会場で展示されたメンバー直筆メッセージ入りポスター（アルバムのジャケット）が復刻されている。地方盤の通常盤にはステッカーが封入されていない。
- 2009年に発売されたベストアルバム『THE GREAT VACATION VOL.1 〜SUPER BEST OF GLAY〜』に両曲とも初収録となった。

## 収録曲
- 各楽曲の情報については、『THE FRUSTRATED』の項目を参照のこと。

### 通常盤 (TOCT-22241)
1. 天使のわけまえ
  - 作詞・作曲:TAKURO

「天使の分け前」とは、醸造中のワインやウィスキーが樽の中でわずかに蒸発して減った分のことである。
2. ピーク果てしなく ソウル限りなく
  - 作詞・作曲:TAKURO

ライブで頻繁に演奏されており、定番曲になっている。
2回目のAメロでのTERU（LIVEではTAKURO）のささやきは、歌詞カードには載っていないが「真夜中のベッド」と言っている。間奏中のコーラスは「WOW GLORY DAYS WOW」と歌っており、ライブでは観客が合唱するのがお決まりである。
東京スカパラダイスオーケストラのスカパラホーンズが参加している。
3. BEAUTIFUL DREAMER
Live from X-RATED TOKYO BAY NK HALL 2004.3.15
4. 時の雫〜Overture
Live from X-RATED TOKYO BAY NK HALL 2004.3.15

### 北海道盤 (TOCT-22242)
1. 天使のわけまえ
2. ピーク果てしなく ソウル限りなく
3. BEAUTIFUL DREAMER
Live from X-RATED HOKKAIDO KOSEINENKIN KAIKAN 2004.3.5
4. coyote, colored darkness
Live from X-RATED HOKKAIDO KOSEINENKIN KAIKAN 2004.3.5

### 東北盤 (TOCT-22243)
1. 天使のわけまえ
2. ピーク果てしなく ソウル限りなく
3. Runaway Runaway
Live from X-RATED ZEPP SENDAI 2004.2.23
4. THE FRUSTRATED
Live from X-RATED ZEPP SENDAI 2004.2.23

### 北陸盤 (TOCT-22244)
1. 天使のわけまえ
2. ピーク果てしなく ソウル限りなく
3. STREET LIFE
Live from X-RATED NIIGATA KENMIN KAIKAN 2004.3.18
4. 南東風
Live from X-RATED NIIGATA KENMIN KAIKAN 2004.3.18

### 関東盤 (TOCT-22245)
1. 天使のわけまえ
2. ピーク果てしなく ソウル限りなく
3. BLAST
Live from X-RATED TOKYO BAY NK HALL 2004.3.15
4. ピーク果てしなく ソウル限りなく
Live from X-RATED TOKYO BAY NK HALL 2004.3.15

### 東海盤 (TOCT-22246)
1. 天使のわけまえ
2. ピーク果てしなく ソウル限りなく
3. HIGHCOMMUNICATIONS
Live from X-RATED NAGOYA CENTURY HALL 2004.2.25
4. ALL I WANT
Live from X-RATED NAGOYA CENTURY HALL 2004.2.25

### 関西盤 (TOCT-22247)
1. 天使のわけまえ
2. ピーク果てしなく ソウル限りなく
3. BUGS IN MY HEAD
Live from X-RATED OSAKA KOKUSAIKAIGIJO MAIN HALL 2004.3.22
4. Billionaire Champagne Miles Away
Live from X-RATED OSAKA KOKUSAIKAIGIJO MAIN HALL 2004.3.22

### 中国盤 (TOCT-22248)
1. 天使のわけまえ
2. ピーク果てしなく ソウル限りなく
3. あの夏から一番遠い場所
Live from X-RATED HIROSHIMA YUBINCHOKIN HALL 2004.3.10
4. 無限のdéjà vuから
Live from X-RATED HIROSHIMA YUBINCHOKIN HALL 2004.3.10

### 九州盤 (TOCT-22249)
1. 天使のわけまえ
2. ピーク果てしなく ソウル限りなく
3. 天使のわけまえ
Live from X-RATED FUKUOKA SUNPALACE 2004.3.8
4. 時の雫
Live from X-RATED FUKUOKA SUNPALACE 2004.3.8

## タイアップ
- SUZUKI「シボレー・クルーズ」CMソング。（#1）
- WOWOW企業CMソング。（#2）

## 収録アルバム
天使のわけまえ
- THE GREAT VACATION VOL.1 〜SUPER BEST OF GLAY〜
- THE FRUSTRATED Anthology(リミックスバージョン)

ピーク果てしなく ソウル限りなく
- THE GREAT VACATION VOL.1 〜SUPER BEST OF GLAY〜
- THE FRUSTRATED Anthology(リミックスバージョン)